# Italian Swiss Colony
Italian Swiss Colony è una comunità non incorporata (unincorporated community) della contea di Madera, in California. Si trova a 76 metri sul livello del mare. La città più vicina è Madera, sita a circa 4,8 km di distanza.